# Château de Pélichy
 (août 2025).

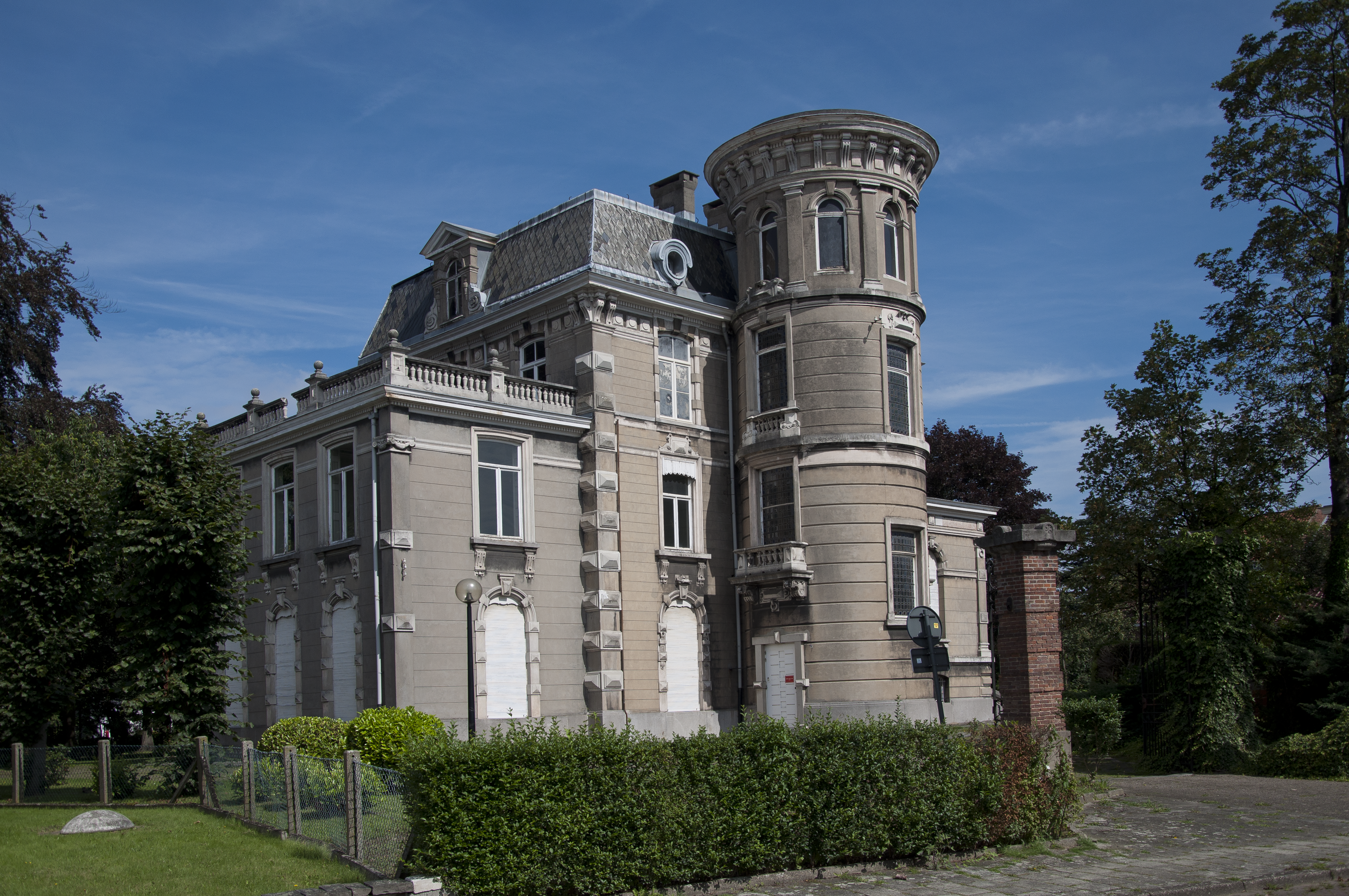
Château de Pélichy

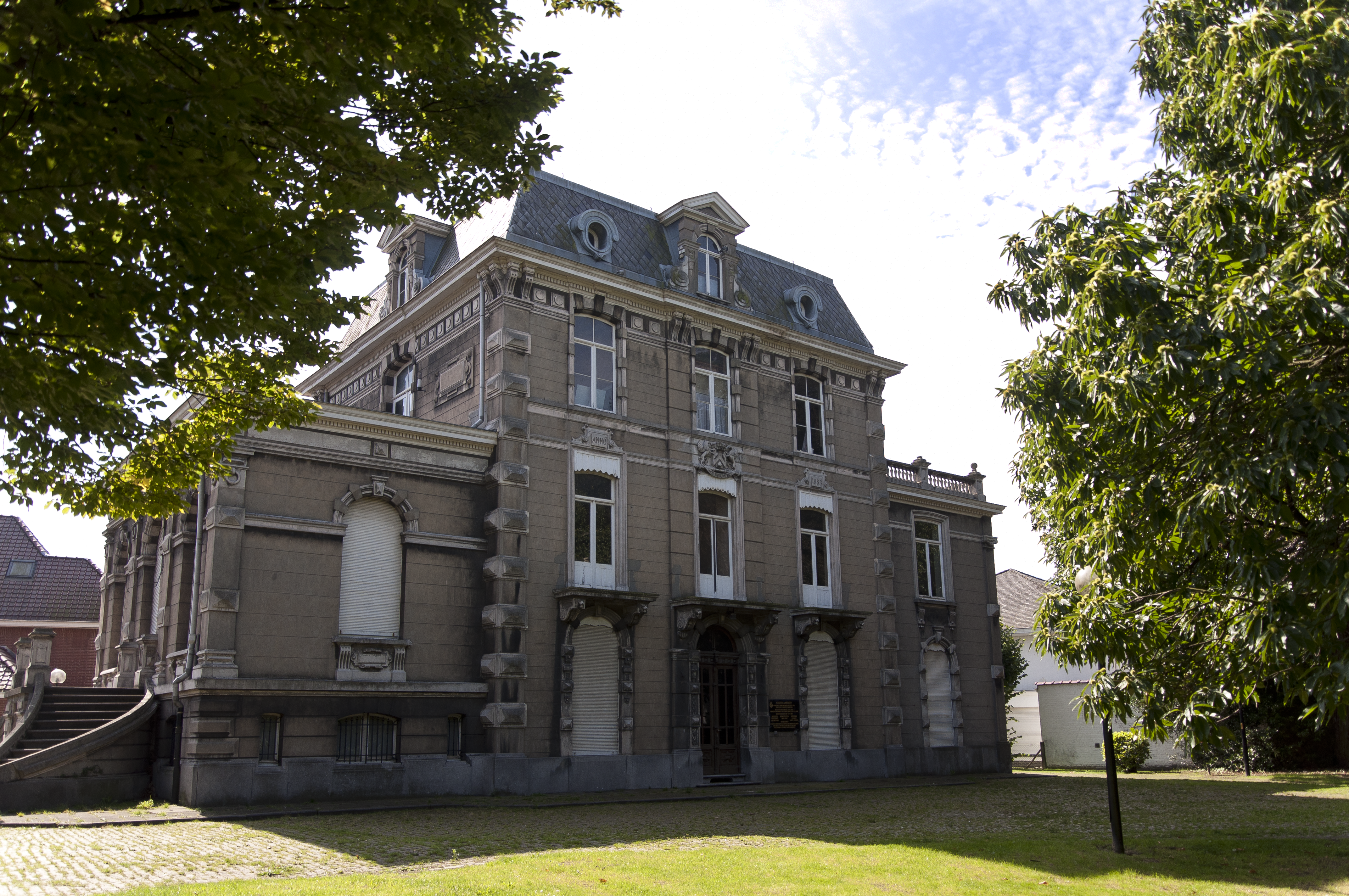
Château de Pélichy

Le château de Pélichy à Gentbrugge, section de la ville belge de Gand, est un château du XIXe siècle avec parc et étang. C'est l'un des rares châteaux encore présents à Gentbrugge. Cette commune en comptait autrefois plus de vingt.

## Octave de Meulenaere
Octave de Meulenaere (1840-1905) a acquis des terrains sur l'Oude Brusselseweg à Gentbrugge par son mariage avec Ida Lauwick (1836-1878). Elle était issue du mariage de Ludovicus Lauwick avec une fille de Bernardus Haemelinck qui possédait 52 hectares de terrain à Gentbrugge. Octave de Meulenaere fut premier président de la cour d'appel et à la cour d'assises de Gand.
En 1883, il conçut des plans pour construire un château qui fut complètement achevé en 1885 dans un style néo-classique. Le domaine était clos de murs, équipé d'une chambre froide, de serres et d'une volière, avec une maison pour le jardinier, un rempart avec un pont et un portail d'entrée.

## Famille de Pélichy
Après sa mort, sa fille Clara (1863-1919) y vécut, mariée à Léon Théodore de Pélichy (1863-1936), juge à la cour d'appel de Gand. En 1907, le domaine entre en leur possession et Théodore de Pélichy y réside jusqu'à sa mort en 1936. En 1937, son fils François (1891-1962) hérite du château. Il vendit une partie du domaine en 1943 et une maison sur le domaine en 1946.
La société immobilière Bernheim s'occupa du lotissement du domaine lorsque le baron François de Pélichy mit en vente le château avec dépôt, serres et parc. Ensuite, la flèche de la tour a également été supprimée.
Jusqu'en 1953, le château fut habité par Jean de Cocqéau des Mottes (1909-2001) et son épouse la baronne Juliette de Pélichy (1921-1994), fille unique de François et dernière du nom de la famille de Pélichy.

## Administration communale
Dans les années 1950, la commune de Gentbrugge rachète le château pour l'aménager en centre culturel. Il a finalement abrité le commissariat de 1955 à 1977, puis plusieurs associations.
En 2011, la ville de Gand a mis le château en vente, à l'exception du parc.
En mai 2014, le château est racheté pour 1 million d'euros par l'École de Beauté qui le rénove en profondeur.

## Littérature
- Marcel DE BLEECKER & Wilfried PATOOR, Gentbrugge, huit siècles d'histoire, d'après les textes inédits de Walter Patoor ao, 1993.
- Oscar COOMANS DE BRACHÈNE, État présent de la noblesse belge, Annuaire 1996, Bruxelles, 1996.
- Marcel DE BLEECKER, Gentbrugge : 8 siècles d'histoire, reproductions photographiques Jean Collignon, Gentbrugge, 2009.
- Catherine BOONE, Plongée dans l'automne du château et parc de Pélichy à Gentbrugge ; 2017